# WAP Binary XML
WAP Binary XML (WBXML) ist eine standardisierte Binär-Repräsentation von XML. Primäres Ziel ist die Datenkomprimierung für schmalbandige Internetleitungen, insbesondere beim Mobilfunk.
WBXML wurde vom WAP-Forum entwickelt und wird mittlerweile von der Open Mobile Alliance weitergeführt. Es stellt eine Erweiterung der Wireless-Application-Protocol-Standards des W3Cs dar. Es wird in nahezu jedem Mobiltelefon eingesetzt. Beispiele dafür sind SyncML und Microsofts Exchange ActiveSync-Protokoll für die Synchronisation von E-Mails, Adress- und Kalenderdaten, die Wireless Markup Language, das Instant-Messaging-Protokoll IMPS, OMA DRM und Over-the-air-Konfigurationen.